# Becky Dyroen-Lancer
Rebekah "Becky" Dyroen-Lancer (ur. 19 lutego 1971 w San Jose) – amerykańska pływaczka synchroniczna, mistrzyni olimpijska, czterokrotna mistrzyni świata.
Startowała na pływackich mistrzostwach świata rozgrywanych w 1991 oraz 1994 roku. Zdobyła ona łącznie cztery złote medale – w Perth była mistrzynią w konkurencji drużyn, w Rzymie zaś zdobyła tytuły mistrzyni świata w konkurencjach: solistek, duetów i drużyn. Na igrzyskach panamerykańskich również wywalczyła cztery złote medale – na igrzyskach w Hawanie tytuł mistrzyni w konkurencji solistek, a w Mar del Plata złote medale w konkurencjach: solistek, duetów i drużyn. W 1996 uczestniczyła w igrzyskach olimpijskich w Atlancie, gdzie udało się zdobyć razem z innymi koleżankami z kadry złoty medal (Amerykanki uzyskały ostatecznie rezultat 99,720 pkt).
Kilkakrotnie startowała w zawodach Pucharu Świata w pływaniu synchronicznym rozgrywanych pod egidą FINA, wszystkie z nich wygrała.